# Leptostylum fasciata
Leptostylum fasciata är en tvåvingeart som först beskrevs av Charles Howard Curran 1934. Leptostylum fasciata ingår i släktet Leptostylum och familjen parasitflugor.
Artens utbredningsområde är Panama. Inga underarter finns listade i Catalogue of Life.